# ポール・ナラコット
ポール・アンドリュー・ナラコット（Paul Andrew Narracott、1959年10月8日 ‐ ）は、オーストラリア・フローリー出身で短距離走が専門の元陸上競技選手。1983年ヘルシンキ世界選手権男子100mのファイナリスト（7位）である。

## 経歴
1977年にオーストラリア選手権男子100mを初制覇。
1983年8月のヘルシンキ世界選手権男子100mにおいて決勝に進出し、10秒33（-0.3）で7位に入った。この大会を最後に、オーストラリアから女子も含め100mのファイナリストは誕生していない。
1984年8月のロサンゼルスオリンピック男子100mにおいてオリンピックデビューを果たした。結果は2次予選敗退に終わり、2年連続の世界大会決勝進出はならなかった。
1992年2月のアルベールビルオリンピック男子ボブスレー（二人乗り）に出場し、夏季と冬季の両オリンピックに出場した初のオーストラリア人となった。結果は46チーム中30位に終わった。

## 自己ベスト
記録欄の（　）内の数字は風速（m/s）で、+は追い風を意味する。
| 種目 | 記録           | 年月日        | 場所       | 備考           |
| 屋外 | 屋外           | 屋外          | 屋外       | 屋外           |
| ---- | -------------- | ------------- | ---------- | -------------- |
| 100m | 10秒26 (+0.8)  | 1984年3月6日  | メルボルン |                |
| 100m | 10秒09w (+5.9) | 1982年10月4日 | ブリスベン | 追い風参考記録 |
| 200m | 20秒65 (+0.4)  | 1982年10月7日 | ブリスベン |                |
| 室内 |                |               |            |                |
| 60m  | 6秒62          | 1984年1月16日 | 大阪       |                |

## 主要大会成績
| 年   | 大会                                     | 場所             | 種目    | 結果    | 記録            | 備考           |
| ---- | ---------------------------------------- | ---------------- | ------- | ------- | --------------- | -------------- |
| 1977 | ユニバーシアード (en)                    | ソフィア         | 100m    | 予選    | 10秒61 (+1.0)   |                |
| 1977 | ワールドカップ (en)                      | デュッセルドルフ | 100m    | 8位     | 10秒71 (-0.3)   | オセアニア代表 |
| 1977 | ワールドカップ (en)                      | デュッセルドルフ | 4x100mR | 7位     | 40秒08 (1走)    | オセアニア代表 |
| 1977 | パシフィックカンファレンス ゲームズ (en) | キャンベラ       | 100m    | 優勝    | 10秒52 (-5.7)   |                |
| 1977 | パシフィックカンファレンス ゲームズ (en) | キャンベラ       | 200m    | 2位     | 21秒06 (-4.0)   |                |
| 1977 | パシフィックカンファレンス ゲームズ (en) | キャンベラ       | 4x100mR | 3位     | 39秒96 (2走)    |                |
| 1977 | パシフィックカンファレンス ゲームズ (en) | キャンベラ       | 4x400mR | 3位     | 3分11秒18 (2走) |                |
| 1978 | コモンウェルスゲームズ (en)              | エドモントン     | 100m    | 6位     | 10秒31 (+7.6)   |                |
| 1978 | コモンウェルスゲームズ (en)              | エドモントン     | 200m    | 4位     | 20秒74 (+4.4)   |                |
| 1978 | コモンウェルスゲームズ (en)              | エドモントン     | 4x100mR | 7位     | 40秒24          |                |
| 1981 | ユニバーシアード (en)                    | ブカレスト       | 100m    | 準決勝  | 10秒70 (+0.6)   |                |
| 1981 | ユニバーシアード (en)                    | ブカレスト       | 200m    | 準決勝  | 21秒62          |                |
| 1982 | コモンウェルスゲームズ (en)              | ブリスベン       | 100m    | 3位     | 10秒09 (+5.9)   |                |
| 1982 | コモンウェルスゲームズ (en)              | ブリスベン       | 200m    | 4位     | 20秒65 (+0.4)   |                |
| 1982 | コモンウェルスゲームズ (en)              | ブリスベン       | 4x100mR | 4位     | 39秒39          |                |
| 1983 | 世界選手権                               | ヘルシンキ       | 100m    | 7位     | 10秒33 (-0.3)   |                |
| 1983 | 世界選手権                               | ヘルシンキ       | 200m    | 2次予選 | 21秒34 (-1.6)   |                |
| 1983 | 世界選手権                               | ヘルシンキ       | 4x100mR | 準決勝  | DNS             |                |
| 1984 | オリンピック                             | ロサンゼルス     | 100m    | 2次予選 | 10秒60 (-0.7)   |                |
| 1984 | オリンピック                             | ロサンゼルス     | 200m    | 1次予選 | 21秒20 (+1.4)   |                |